# (30704) Phegeus
(30704) Phegeus (3250 T-3) – planetoida z grupy trojańczyków okrążająca Słońce w ciągu 11,79 lat w średniej odległości 5,18 j.a. Odkryta 16 października 1977 roku.